# 間村俊一
間村 俊一（まむら しゅんいち、1954年 - ）は、日本の装丁家、俳人である。

## 経歴
1954年、兵庫県に生まれる。同志社大学文学部英文科を卒業。在学中は塚本靑史らと同人誌『ゐまあごを』にて活動した。1982年頃から装丁家として活動を始める。1998年、画集『ジョバンニ』が洋々社より刊行される。
福島泰樹の歌誌『月光』の会員であるとともにブックデザインも担当。歌集、句集などの文芸書の装幀を多く手がける。代表的な装幀に『新校本 宮沢賢治全集』（筑摩書房）、『新編 中原中也全集』（角川書店）、『江戸川乱歩全集』（光文社文庫）、『ちくま新書』、『塚本邦雄全集』（ゆまに書房）など。
2015年、句集『拔辨天』で第8回日本一行詩大賞受賞。

## 著書
- ジョバンニ 間村俊一画集（1998年、洋々社）
- 句集 鶴の鬱（2007年、角川書店）
- 句集 拔辨天（2014年、角川学芸出版）